# G디펜서
G디펜서(영어: G-Defenser, 일본어: Gディフェンサー, ジー・ディフェンサー)는 《건담 시리즈》에 등장하는 가공의 병기이다. 1985년에 방영된 TV 애니메이션 《기동전사 Z 건담》에서 처음으로 등장했다.
작품 내에서 주인공 측의 세력인 에우고의 서포트 메카이다. 가공의 유인 조종식 인간형 로봇 병기인 모빌 슈트(MS) 건담 Mk-II와의 합체 기능을 가지고 있으며, 순항용의 G플라이어, 전투용의 Mk-II 디펜서(슈퍼 건담)의 2가지 형태로 변형된다.

## 같이 보기
- 기동전사 Z 건담
- 건담 Mk-II